# 都野元勝
都野 元勝（つの もとかつ）は、安土桃山時代から江戸時代にかけての武将。毛利氏の家臣。都野氏は石見国那賀郡都野郷（現在の島根県江津市）を本拠とした国人。

## 生涯
慶長3年（1598年）、毛利氏家臣である都野家頼の子として生まれるが、元勝がまだ生まれる前の蔚山城の戦いにおいて父・家頼は戦死している。そのため毛利輝元は、生まれてくる子が男子なら家頼の後を継がせるとして、同年2月2日付で宛先に「都野」とのみ記した判物を児玉元兼を使者として先に与え、同年5月27日に改めて「都野役熊（元勝）」に家頼の後を継がせる旨の判物を与えた。
慶長9年（1604年）1月5日、輝元の加冠により元服し、輝元の偏諱から元勝と名乗った。また、元和3年（1617年）9月21日に「八郎兵衛尉」、寛永4年（1627年）2月1日には「三左衛門尉」の官途名を毛利秀就に与えられた。
元勝は毛利輝元、秀就、綱広の三代に仕え、延宝4年（1676年）に死去。子の就政が後を継いだ。